# Tramwaje w Omaha
Tramwaje w Omaha − zlikwidowany system komunikacji tramwajowej w Omaha w Stanach Zjednoczonych, działający w latach 1867−1948.

## Historia
Pierwsze tramwaje konne w Omaha uruchomiono w 1867. W latach 80. XIX w. uruchomiono tramwaje elektryczne i zlikwidowano tramwaje konne. 20 października 1906 otwarto 13 km linię do Fort Crook. 19 maja 1909 otwarto pierwszą część z 13 km linii do Papillon. Otwarty odcinek kończył się w Ralston. W 1914 otwarto drugi i zarazem ostatni odcinek tej trasy. Trasę tę zlikwidowano w 1926. W 1931 zlikwidowano linię do Fort Crook, a w 1948 zlikwidowano tramwaje miejskie w Omaha. 